# Agnès Firmin-Le Bodo
Agnès Firmin-Le Bodo (nascida em 20 de novembro de 1968) é uma política francesa que representa o 7º círculo eleitoral da Seine-Maritime na Assembleia Nacional desde as eleições de 2017.

## Carreira política
Em novembro de 2017, ela deixou os Republicanos (LR) e juntou-se ao novo partido Agir.